# Hétérochromatisation
Euchromatisation
L'hétérochromatisation est l'enroulement de l'euchromatine, qui la transforme en hétérochromatine et empêche l'accessibilité des gènes qu'elle porte, les rendant inactifs. L'euchromatisation est au contraire le désenroulement de l'hétérochromatine, qui la transforme en euchromatine et rend ses gènes accessibles donc susceptibles d'être transcrits.
L'hétérochromatisation différentielle est le fait que les deux chromosomes d'une même paire n'ont pas la même répartition en euchromatine et hétérochromatine, et n'expriment donc pas les mêmes gènes. Elle peut être occasionnelle ou systématique. Notamment, les embryons des cochenilles farineuses (Pseudococcidae) qui se développent en mâles voient l'ensemble de leur génome paternel (tous leurs chromosomes d'origine paternelle) hétérochromatisé et donc inactivé.